# Кононихин, Николай Юрьевич
Николай Юрьевич Кононихин (род. 9 апреля 1959, Ленинград) — российский историк советского искусства второй половины XX века — начала XXI века, коллекционер, куратор, художественный критик, автор монографий по графическому искусству Ленинграда.

## Биография
Николай Кононихин родился 9 апреля 1959 г. в Ленинграде. Окончил Ленинградский институт точной механики и оптики. Член Ассоциация искусствоведов. Начиная с 1997 года автор ряда кураторских выставочных проектов в Санкт-Петербурге и Москве. Участник профильных научных конференций. Известен своими монографиями и статьями о ленинградско — петербургских художниках XX века: Вере Матюх, Иване Годлевском, Виталии Тюленеве, Андрее Чежине, Вадиме Воинове, Владимире Жукове и других.
Коллекционер живописи и графики ленинградских художников. В числе приоритеных направлений: Группа одиннадцати, ученики Павла Кондратьева, Общество "Аполлон", Экспериментальная литографская мастерская ЛСХ, ученики Александра Осмеркина, Виктора Орешникова и Бориса Иогансона; Ленинградский андеграунд, в т.ч.: художники Арефьевского круга, Леонид Борисов, Елена Фигурина, Юлия Иванова и др.
Живет и работает в Санкт-Петербурге.

### Монографии
- Кононихин Н. Петербург в XXI году. От Добужинского до наших дней. — СПб.: НП-Принт, 2025. — 264 с., ил. Тираж 500 экз. ISBN 978-5-907912-31-1
- Кононихин Н. Ленинградская школа литографии. Путь длиною в век. — СПб.: М. Frants Art Foundation. — 2021. — 360 с., цв. ил. Тираж 650 экз. ISBN 978-5-604-62744-0[6].
- Кононихин Н. Ю. Вера. Жизнь и творчество Веры Матюх. — СПб.: М. Frants Art Foundation. — 2020. — 252 с. ISBN 978-5-6044976-1-6[7]
- Кононихин Н. Ю. Искусство глазами коллекционера вторая половина XX века, ленинградский опыт. — СПб.: М. Frants Art Foundation. — 2020. — 228. ISBN 978-5-6042298-5-9[8]
- Ленинградская литография. Место встречи. / Каталог выст., 27 сентября – 17 октября 2017 / Музей Анны Ахматовой в Фонтанном Доме. Сост. Н. Ю. Кононихин. — СПб., 2017. — 216 с., илл. ISBN 978-0-692-93575-0
- Кононихин Н. Ю. Разговоры с Владимиром Жуковым. — СПб.: НП-Принт. — 2016. — 216 с., ил.
- Кононихин Н. Ю. Иван Годлевский. Служение искусству. — СПб., 2015. — 96 с., ил.[9]

### Статьи
- Органичность и синтез / В каталоге Алексей Парыгин. Постурбанизм: Назад в будущее. Гравюра, объект, коллекция. — СПб.: БКГ. — 2023. — 24 с. — С. 5-6.
- Вст. ст. каталога / Печатная графика Санкт-Петербургских художников. — СПб.: СПбСХ. — 2020. — 192 с., С. 9—13. ISBN 978-5-604-38911-9
- Кононихин Н. Вера. Жизнь и творчество Веры Матюх // Точка ART. 30 августа 2020.
- Вадим Воинов: апология и преодоление истории / В монографии «Вадим Воинов». — СПб.: ДЕАН, 2002.
- Андрей Чежин. Кнопка и модернизм / Альбом (сост. Н. Кононихин). — СПб.: Арт Медиа, Фотоimage, 2001.
- Репродукции несуществующих картин. В каталоге: "Андрей Чежин. Кнопка и модернизм". — М.: РГГУ, 2001.
- Абстракционизм и общество «Аполлон»: произведения из коллекции Николая Кононихина. Каталог выставки. — СПб., 2001.
- Стратегии актуального искусства в сети // Русский журнал, 30 октября 2000.
- Виртуальное кладбище — музей, коммуналка или кибер-община? // Русский журнал. 27 декабря 1999.
- Женские образы Виталия Тюленева // Пятница, № 9, 1998. — С. 14.
- К истории группы "одиннадцати" // Питерbook, № 11, 1998. — С. 38, 39.
- Петербургские ученики "Бубнового валета" // Питерbook, № 6, 1997. — С. 27.

## Рецензии
- Галеев И. Ленинградская школа литографии подверглась всестороннему рассмотрению // The Art Newspaper Russia. — 2021, ноябрь. № 96.